# Валсхот, Рене
Рене Валсхот (фр. и нидерл. René Walschot 20 апреля 1916, Берсел, Халле-Вилворде — 16 июня 2003, Халле, Фламандский регион) — бельгийский профессиональный шоссейный велогонщик в 1935—1940 и 1946—1953 годах.

## Достижения
1936
2-й Tour du Nord — Генеральная классификация
1-й — Этап 3
1937
1-й Париж — Лимож
2-й Тур Бельгии — Генеральная классификация
4-й Флеш Валонь
5-й Льеж — Бастонь — Льеж
7-й Тур Фландрии
1938
2-й Бордо — Париж
6-й Париж — Рубе
8-й Тур Фландрии
1939
2-й Бордо — Париж
1946
2-й Флеш Валонь
5-й Бордо — Париж
1948
3-й Бордо — Париж
1949
1-й De Drie Zustersteden
2-й Гран-при Валлонии
10-й Гран-при Наций
1950
1-й De Drie Zustersteden
4-й Тур Бельгии — Генеральная классификация
6-й Флеш Валонь
1951
6-й Париж — Тур
10-й Париж — Брест — Париж
1953
10-й Париж — Брюссель